# Basatine (Liban)
Modèle:Voir hparonymes
Basatine (arabe : بساتين) est un village libanais situé dans le caza d'Aley au Mont-Liban.